# Ailoc Laran (Stadtteil)
Ailoc Laran (Ailoklaran, Ailok Laran) ist ein Ortsteil der osttimoresischen Landeshauptstadt Dili im Suco Camea (Verwaltungsamt Cristo Rei, Gemeinde Dili).

## Geographie und Einrichtungen

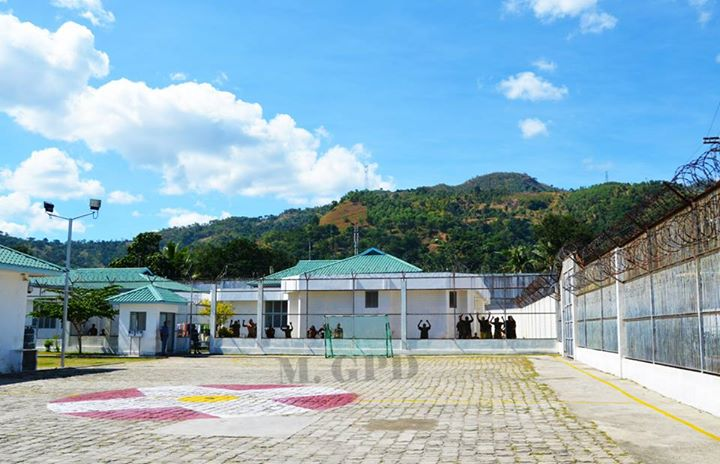
Gefängnis von Becora

Ailoc Laran liegt östlich des Stadtzentrums von Dili, am Benamauc, einem Quellfluss des Mota Claran. Die Aldeia Ailoc Laran liegt nördlich des Flusses, die ebenfalls zum Stadtteil gehörenden Aldeias Has Laran und Lases südwestlich davon, die einzigen des Sucos Camea. Nach Süden bildet die Avenida de Becora die Grenze zum Suco Becora. Trotz der Nähe zur Küste liegt Ailoc Laran bereits auf einer Höhe von 304 m.
Im Osten von Ailoc Laran, in der Aldeia Lases, liegt das Gefängnis Becora, die größte Haftanstalt des Landes. Eine Sehenswürdigkeit ist das Heilige Haus von Manu-lain.